# فرودگاه تراوت لیک (سرزمین‌های شمال غربی)
فرودگاه تراوت لیک (سرزمین‌های شمال غربی)  (به انگلیسی: Trout Lake Airport (Northwest Territories)) یک فرودگاه همگانی است که یک باند فرود شن دارد و طول باند آن ۸۰۲ متر است. این فرودگاه در کشور کانادا قرار دارد و در ارتفاع ۴۹۵ متری از سطح دریا واقع شده است.